# Aliaga (Nueva Ecija)
Aliaga is een gemeente in de Filipijnse provincie Nueva Ecija op het eiland Luzon. Bij de laatste census in 2007 had de gemeente ruim 61 duizend inwoners.

## Geografie

### Bestuurlijke indeling
Aliaga is onderverdeeld in de volgende 26 barangays:
| - Betes - Bibiclat - Bucot - La Purisima - Macabucod - Magsaysay - Pantoc - Poblacion Centro - Poblacion East I - Poblacion East II - Poblacion West III - Poblacion West IV - San Carlos | - San Emiliano - San Eustacio - San Felipe Bata - San Felipe Matanda - San Juan - San Pablo Bata - San Pablo Matanda - Santa Monica - Santiago - Santo Rosario - Santo Tomas - Sunson - Umangan |

## Demografie
Aliaga had bij de census van 2007 een inwoneraantal van 61.270 mensen. Dit zijn 11.266 mensen (22,5%) meer dan bij de vorige census van 2000. De gemiddelde jaarlijkse groei komt daarmee uit op 2,84%, hetgeen hoger is dan het landelijk jaarlijks gemiddelde over deze periode (2,04%). Vergeleken met de census van 1995 is het aantal mensen met 15.455 (33,7%) toegenomen.

De bevolkingsdichtheid van Aliaga was ten tijde van de laatste census, met 61.270 inwoners op 90,04 km², 508,8 mensen per km².

## Geboren in Aliaga
- Francisco Fronda (3 juni 1896), nationaal wetenschapper van de Filipijnen (overleden 1986);